# Kraszna község
Kraszna község (románul: Comuna Crasna) község Szilágy megyében, Romániában. Központja Kraszna, beosztott falvai Krasznahosszúaszó, Máron, Ráton.

## Népessége
A 2011-es népszámlálás adatai alapján a község népessége 6485 fő volt.